# Bloemendaal & Laan
Bloemendaal & Laan is een voormalig bedrijf te Wormer. Het omvatte de rijstpellerij Hollandia en de oliefabriek De Toekomst.
Het bedrijf werd in 1872 opgericht door Remmert Adriaan Laan, Jan Adriaan Laan en Frederik Bloemendaal. Doel was het fabriceren van olie en pelderswaren en het drijven van binnenlandse en buitenlandse handel in olie, granen en zaden en kaas.

## Rijstpellerij
Men begon met het huren van de pelmolen De Jonge Prinses, eigendom van de firma Wessanen & Laan. In 1877 werd de eerste steen gelegd voor de stoomrijstpellerij Hollandia, waarnaast het houten rijstpakhuis Java verrees. Hierbij kwamen de houten rijstpakhuizen Bassein in 1879 en Rangoon in 1883. Deze werden in 1888 aangevuld met het stenen rijstpakhuis Saigon. In 1894 werd het stenen pakhuis Batavia gebouwd.
In 1896 brak brand uit in de pakhuizen Bassein, Saigon en Rangoon. Bassein en Saigon werden in steen herbouwd. Pakhuis Java werd in 1906 in steen herbouwd en in 1911 kwam het complex Hollandia II gereed.
Van 1924-1938 werd de bedrijfsnaam omgedoopt in N.V. Handelsmaatschappij "Saenden", waarna de oorspronkelijke bedrijfsnaam weer werd ingesteld. Vanaf 1941 kwam de familie Laan niet meer in de directie voor. In 1957 was er weer een naamswijziging: Het bedrijf ging: N.V. Rijstpellerij "Hollandia" v/h Bloemendaal & Laan heten. Het bleef niet lang meer bestaan. In 1965 stopte de productie en in 1966 beëindigde men ook de verkoopactiviteiten.

### Heden
De panden werden in 1972 verkocht, maar in 1980 werd de Stichting Hollandia opgericht die ten doel had het leegstaande pand aan de Veerweg 42 te behouden. In 1996 kon men met de werkzaamheden beginnen en er ontstond een bedrijvenverzamelgebouw. In 2011 zullen de herstructureringswerkzaamheden zijn afgerond.
Ook het gebouw Saigon bleef bewaard. Het werd eveneens gerestaureerd en ook dit werd herbestemd tot bedrijvenverzamelpand.
Het pakhuis Batavia werd eveneens gerestaureerd en is sindsdien in gebruik als grand café en als casino.

## Olieslagerij
Aanvankelijk werkte men met de oliemolens De Bezem en De Boerin. Ook De Eenhoorn werd gekocht, welke naast het potaspakhuis Dantzig te Wormerveer was gelegen. Oorspronkelijk zou de rijstpellerij op dit terrein komen, maar dat ging niet door. De stoom-olieslagerij De Toekomst kwam in 1882 tot stand. Deze was eveneens gelegen te Wormerveer nabij zeepfabriek De Adelaar. Uiteindelijk is deze oliefabriek opgegaan in Loders Croklaan.